# Sūzandeh
Sūzandeh (persiska: سوزنده) är en ort i Iran.   Den ligger i provinsen Khorasan, i den nordöstra delen av landet, 600 km öster om huvudstaden Teheran. Sūzandeh ligger 1 228 meter över havet och antalet invånare är 602.
Terrängen runt Sūzandeh är platt åt nordväst, men åt sydost är den kuperad. Runt Sūzandeh är det ganska glesbefolkat, med 29 invånare per kvadratkilometer. Närmaste större samhälle är Solţānābād, 5,8 km väster om Sūzandeh. Trakten runt Sūzandeh består i huvudsak av gräsmarker.